# Vaglio Basilicata
Vaglio Basilicata est une commune italienne d'environ 2 200 habitants située dans la province de Potenza, dans la région Basilicate, en Italie méridionale.

## Histoire
Dans l'Antiquité, Serra di Vaglio est un centre indigène important de la Lucanie, actif du VIIIe au milieu du IIIe siècle avant notre ère.

## Monuments et patrimoine
Les découvertes du site sont exposées en partie au Museo delle antiche genti di Lucania, dans la commune de Vaglio, inauguré en 2006, et au Museo archeologico nazionale della Basilicata "Dinu Adamesteanu" à Potenza.

## Administration
| Période                                  | Période | Identité | Étiquette | Qualité |
| ---------------------------------------- | ------- | -------- | --------- | ------- |
|                                          |         |          |           |         |
| Les données manquantes sont à compléter. |         |          |           |         |

### Communes limitrophes
Albano di Lucania, Brindisi Montagna, Cancellara, Pietragalla, Potenza, Tolve, Tricarico.